# Scharmer
Scharmer  (Dialekt groningski: Schaarmer) – wieś w niderlandzkiej gminie Midden-Groningen, w prowincji Groningen.

## Geografia
Wieś Scharmer leży na powierzchni 8,4km² w północnej części Holandii gminie Midden-Groningen, w prowincji Groningen. Scharmer leży pomiędzy wsią Harkstede i Kolham.

## Demografia
Według spisu ludności z 2023 roku we wsi Scharmer mieszkało 485 mieszkańców.